# Prince Loseno
Prince Loseno es una película del año 2004.

## Sinopsis
Un reino lejano en el corazón de la África profunda. El rey Muakana Kasongo Ka Ngolo busca un heredero. Durante la fiesta de coronación, su hijo, el joven príncipe Loseno, ve cómo asesinan brutalmente a su padre. El nacimiento y la muerte van a la par en el destino humano. Ya lo dice el refrán: “Cae el bananero, crece el brote”.